# Виртуальные фэшн-модели
Виртуальные фэшн-модели — модели, полностью созданные с помощью компьютерной графики. Эти модели активно ведут свои социальные сети и работают с большими модными брендами.
Модели создаются при помощи CGI графики, их авторы прописывают их личностные характеристики, биографию и интересы, таким образом, создавая виртуальную личность, которую невозможно отличить от реальной.
Виртуальные фэшн-модели снимаются в кампейнах больших домов, ведут социальные сети, пишут музыку, снимаются в клипах и «появляются» на красных дорожках.
Основным отличием виртуальных фэшн-моделей от других виртуальных персонажей в интернете, заключается в том, что сами создатели виртуальных личностей остаются в тени, а виртуальные фэшн-модели позиционируют себя не как чье-то творение, а полноценную личность, со своими интересами и личным мнением.

## История
Первая виртуальная фэшн-модель появилась в 2016 году и создал ее стартап Brud, который занимается робототехникой и компьютерными технологиями. Микела (так зовут виртуальную модель) — это не просто красивая картинка, а виртуальный человек с прописанной биографией и интересами, она работает фэшн-моделью и диджеем. Журнал Time включил ее в список самых влиятельных людей в интернете, она работает с крупными домами моды, снимается для обложек Vogue, а количество скачиваний ее треков на Spotify превысило 80 тысяч.
В 2017 году Кэмерон Джеймс-Уилсон с помощью CGI нарисовал модель Шуду и начал выкладывать свои работы в инстаграм. Сейчас в ее аккаунте насчитывается более 190 тысяч подписчиков, она работает моделью в рекламных кампаниях и глянцевых журналах.
Он же спустя несколько месяцев создал целое модельное агентство, где представлены не только обычные виртуальные модели, но и модели плюссайз или с инопланетной внешностью.
Сейчас в инстаграме можно найти десятки виртуальных фэшн-моделей с разной внешностью, национальностью и с разными хобби, которых невозможно отличить от реальных моделей.

## Влияние в модной индустрии
Виртуальные фэшн-модели стали инфлюенсерами нового времени. Несмотря на то, что эти модели ведут «человеческий» образ жизни, у них есть свои интересы, работа, парни и друзья, они снимаются для больших брендов и даже выкладывают фотографии с реальными людьми, они все равно остаются нереальными и это и привлекает подписчиков.
Именно поэтому крупные модные дома решили использовать не только обычных моделей, но и виртуальных, так как это привлекает новую аудиторию и дает «новое дыхание» бренду. Dior, Vetements, Balenciaga, Prada и многие другие бренды начали появляться в инстаграм-аккаунтах виртуальных моделей. Кроме того, бренды начали снимать виртуальных фэшн-моделей в своих кампейнах, а некоторые с реальными моделями. Так, Calvin Klein сняли рекламный ролик, где виртуальная модель Микела целуется с Бэллой Хадид, что вызвало большой резонанс, но рекламный ролик сразу стал вирусным.
Успех виртуальных моделей поднял вопрос о том, что крупные компании теперь могут не нанимать моделей или обращаться к крупным инфлюенсерам, а создавать своих виртуальных фэшн-моделей, которые и будут олицетворением их бренда. Когда компания заключает контракт с ифлюенсером, она подвергает себя риску, так как медиа персона может неправильно высказаться, расторгнуть контракт, устроить скандал и так далее, в отличие от виртуальной личности. Так поступил модный дом Balmain, для рекламной кампании которого были созданы три виртуальные модели разной этнической принадлежности.

## Критика
Создателей темнокожих моделей критикуют за то, что они занимают модельную нишу, которая и так представлена не широко в бизнесе. Критика обрушилась и на рекламную кампанию Balmain «Diversity», где так же приняли участие виртуальные фэшн-модели. Многие начали писать о том, что в рекламе могли сниматься не виртуальные модели, а реальные девушки, у которых есть такие же внешние данные.
Фотограф Мэнни Роман считает, что виртуальные модели могут негативно сказаться на самооценке людей, так как внешние данные виртуальных фэшн-моделей, которые нам показывают в социальных сетях-далеки от реальности.
Создатели виртуальных моделей разрабатывают не только внешность, но и саму личность модели. Так, многие модели поддерживают права меньшинств, занимаются благотворительностью. Люди начали писать о том, что вся социальная активность виртуальных моделей это лишь дань моде, так как арт-персонаж не может заниматься активизмом[неизвестный термин].
Последней каплей стало высказывание виртуальной модели Микелы о том, что она стала жертвой домогательств. Критики расценили это как неуважение к людям, которые действительно пережили домогательства.
Сами же создатели виртуальных моделей объясняли критикам, что виртуальная фэшн-модель-это творчество и в мире так много фальши, что автор решил сделать из фальши реального человека, но они не собираются отбирать работу у реальных моделей. Более того, создатели уверены, что виртуальные модели должны влиять на мнения людей, именно поэтому они высказывают свою позицию на многие спорные темы, занимаются активизмом[неизвестный термин] и рассказывают о домогательствах, так как в 21 веке недостаточно красивой картинки, важно быть социально-активным.